# موريغوتشي (أوساكا)
مدينة موريغوتشي (بالإنجليزية: Moriguchi)‏ هي أحد المدن التابعة لمحافظة أوساكا. تأسست رسميًا في 01/11/1946. ويقدر عدد سكانها بـ 146294 نسمة حسب تقدير مكتب الإحصاء الياباني لعام 2012. تبلغ مساحة موريغوتشي 12.73 كم2. بكثافة سكانية تبلغ 11492 نسمة/كم2.
كذلك تُوجد في مدينة موريغوتشي المكاتب الرئيسية لشركة باناسونيك والشركة التابعة لها سانيو.

## أعلام
- مينورو ايواتا
- إيزاو تاكاجي
- هيروتادا إيتو
- أياكا
- كوكي ناكامورا